# Zack a Miri točí porno
Zack a Miri točí porno (v anglickém originále Zack and Miri Make a Porno) je americká filmová komedie z roku 2008 režiséra Kevina Smithe, který také napsal její scénář. V hlavních rolích se představili Seth Rogen, Elizabeth Banks, Craig Robinson, Jason Mewes, Jeff Anderson, Traci Lords, Katie Morgan, Ricky Mabe, Tisha Campbell-Martin, Brandon Routh, Gerry Bednob a Justin Long. Snímek vypráví o dvou přátelích, Zackovi (Rogen) a Miri (Banks), žijících společně v jednom bytě na předměstí Pittsburghu, kteří se kvůli značným finančním potížím rozhodnou s přáteli a dalšími natočit vlastní pornografický film, aby si vydělali na živobytí.
Natáčení filmu probíhalo od ledna do března 2008, rozpočet snímku činil 24 milionů dolarů. Premiérově byl film promítán na filmovém festivalu v Torontu 7. září 2008. Do amerických kin byl snímek uveden 31. října 2008, celkové tržby dosáhly výše 42,8 milionu dolarů.